# Commande vocale
Une commande vocale est une interface d'entrée d'un système informatique permettant de passer des ordres à l'aide de messages vocaux.
L'utilisateur parle dans un microphone, et un ordinateur, couplé à un logiciel de reconnaissance vocale, analyse ses paroles (les traduit ou les interprète éventuellement, via l'intelligence artificielle), et détermine la commande à exécuter.

## Utilisations
De nombreuses implémentations existent dans le monde informatique. Notamment, Windows (depuis Windows Vista) ou Mac OSX intègrent par défaut un moteur de reconnaissance vocale.
Des Smartphones peuvent également actionner des recherches ou des actions par la parole, par exemple la rédaction et l'envoi de sms. Certains disposent d'un assistant vocal encore plus complet, tournant sous l'OS Android, iOS (Siri) ou encore Windows Phone (Cortana).
Samsung Electronics incorpore S Voice dans son Samsung Galaxy S III. Il s'agit d'un service similaire utilisant la reconnaissance vocale plus évoluée que celle proposée depuis Android Gingerbread, sous la forme d'une application. LG Electronics annonce un service similaire : Quick Voice (devenu Voice Mate (en)). Google, qui avait déjà un logiciel de recherche vocale, a lancé mi-2012 Google Now qui dispose de contenus enrichis depuis la mise à jour vers Android Jelly Bean. Research In Motion (RIM), la société canadienne qui développe la technologie et les smartphones BlackBerry, a annoncé la création prochaine d'un « assistant vocal » destiné à ses propres appareils.